# 西堀高沼公園
西堀高沼公園（にしぼりこうぬまこうえん・にしぼりたかぬまこうえん）は、さいたま市桜区にある多目的グラウンドおよび公園である。道路を挟んで西に公園、東に防球ネットを備えたグラウンドがある。さいたま市が管理している。

## 概要
この場所は江戸時代まで鴻沼であったが、享保年間に井沢弥惣兵衛によって干拓され田圃が広がっていた。昭和期に宅地開発が進むとともに休耕田も増え、この場所は土が盛られ、砂利が敷かれたグラウンドが造られた（現在公園になっている西側）。ただ砂利を敷いただけで周辺部は雑草が生い茂っていた。特に決まった名称はなく西堀グラウンドなどと呼ばれていた。しかし車も多数停められるほどの規模のグラウンドとして重宝され（現在のグラウンドの場所などが駐車スペース）、近隣の幼稚園などの運動会に使用されることも多かった。さいたま市が誕生し、公園の拡張が決まり、東側に野球などができる多目的グラウンドを整備、もともとグラウンドとして使われていた西側は公園として整備された。2003年（平成15年）9月1日に開設され、休日は少年野球チームなどの練習などで賑わっている。また、西側の公園も広いため、ゲートボール大会などがよく開催される。桜区誕生を記念してサクラの木も植樹されている。東側に鴻沼川が、西側に高沼用水路が流れる。
公園名の読み方について、さいたま市としては西堀たかぬま公園と呼称しているが、鴻沼→高沼となった歴史的経緯により地元では西堀こうぬま公園と呼ばれている。

## 施設
- 面積 - 1.38ha
- グラウンドの利用可能種目は、ソフトボール、軟式野球で、おもに少年チームなどの利用が多い。
- 使用料金は無料。

## 所在地
- さいたま市桜区西堀8-2019-2

## アクセス
- JR埼京線中浦和駅下車徒歩10分
- 浦和駅より国際興業バス浦15系統、西堀高沼公園バス停下車